# Kholat
Kholat — компьютерная игра в жанре survival horror, разработанная польской студией IMGN.PRO. Игрок управляет персонажем, который расследует исчезновение группы из девяти советских студентов в феврале 1959 года на горе Холатчахль. Сюжет основан на реальных событиях, известных как гибель тургруппы Дятлова, когда группа из десяти студентов отправилась в поход на Северный Урал, и девять из них были найдены погибшими в течение четырёх месяцев (десятый участник вернулся раньше из-за болезни).
Игра была выпущена для Windows 9 июня 2015 года, для PlayStation 4 — 8 марта 2016 года, для Xbox One — 9 июня 2017 года, для Nintendo Switch — 14 мая 2020 года. В Японии релиз состоялся 17 сентября 2020 года при поддержке издателя Phoenixx.

## Описание
Сюжет игры основан на реальных событиях, произошедших зимой 1959 года на перевале Дятлова. Именно тогда группа из девяти русских альпинистов отправилась в экспедицию в северную часть Урала. Однако экспедиция закончилась неудачей, а тела участников были найдены на склоне горы Холатчахль (в переводе с мансийского означает «мёртвая гора»). По результатам официального расследования, происшествие было признано несчастным случаем, вызванным стихийной силой. Однако из-за отсутствия точных сведений об обстоятельствах гибели группы журналистами и исследователями-энтузиастами было создано множество альтернативных версий причин происшествия, которые до настоящего времени продолжают привлекать внимание публики.
Игровой мир открыт, поэтому игрок может свободно перемещаться. Однако он должен остерегаться опасностей в любое время, в том числе во время просмотра карты или дневника, потому что в игре нет встроенной активной паузы.
Игра создана на движке Unreal Engine 4.

## Отзывы и продажи
| Сводный рейтинг | Сводный рейтинг | Сводный рейтинг |
| Издание         | Оценка          | Оценка          |
| Издание         | PC              | PS4             |
| --------------- | --------------- | --------------- |
| GameRankings    | 64,29 %         | 59,17 %         |

Игра получила смешанные оценки рецензентов. В отношении версии для ПК, согласно Metacritic, средняя оценка составила 64/100 баллов и 64,29 % согласно веб-сайту GameRankings. Редактор сайта cdaction.pl дал игре оценку 3+/6, упомянув в качестве достоинств атмосферу игры и саундтрек, при этом критикуя качество реплик, произносимых рассказчиком.
Летом 2018 года, благодаря уязвимости в защите Steam Web API, стало известно, что точное количество пользователей сервиса Steam, которые играли в игру хотя бы один раз, составляет 191 890 человек.
В 2019 году продажи компьютерной игры превысили 3,5 миллиона копий.